# Alexandre Gonsse de Rougeville
Alexandre Dominique Joseph Gonsse de Rougeville, detto cavaliere de Rougeville (Arras, 17 settembre 1761 – Reims, 10 marzo 1814), è stato un militare francese.

## Biografia
Figlio di un ricco fermier général dell'Artois, trascorse l'infanzia nel castello di Saint-Laurent-Blangy, che il padre fece costruire intorno al 1775. Nonostante il nome possa trarre in inganno, non era nobile. Si presentava come cavaliere e talvolta marchese. Aggiungeva Rougeville, terra detenuta dal padre, al suo patronimico «Gonsse».  
Egli affermava di aver partecipato agli ultimi eventi della Guerra d'indipendenza americana nelle file della légion de Soubise. Sempre a suo dire, sarebbe ritornato con una rendita ed il grado di tenente-colonnello di cavalleria. In realtà, fu suo fratello maggiore, Françoise, deceduto nel 1789, a parteciparvi.
Durante la Rivoluzione francese, si impegnò in favore della causa reale. Nominato cavaliere dell'Ordine di San Luigi nel 1791, fu l'autore della cospirazione mancata detta «de l'œillet», piano architettato per far evadere la regina Maria Antonietta dalla Conciergerie. Egli riuscì a consegnare un messaggio alla regina, ma il suo progetto fu scoperto.
Fu ricercato per lungo tempo e condannato a morte, sul finire del Primo Impero francese, per "intelligenza con il nemico". Così una cronaca del tempo descrisse l'arresto:
La sua vicenda biografica è alla base del romanzo Il cavaliere di Maison-Rouge di Alexandre Dumas.